# アル・ジャヌーブ・スタジアム
アル・ジャヌーブ・スタジアム（アラビア語: استاد الجنوب、英: Al Janoub Stadium）は、カタールのアル＝ワクラにある多目的スタジアムである。
ジャヌーブはアラビア語で南の意味。

## 概要
収容人数は40,000人。主にサッカーの試合に用いられる。カタール・スターズリーグに所属するアル・ワクラSCがサウード・ビン・アブドゥッラフマーン・スタジアム（2006年のドーハアジア大会におけるサッカー競技の会場の一つ）に替わってホームスタジアムとして使用している他、サッカーカタール代表のホームスタジアムとしても利用されている。2022 FIFAワールドカップの会場候補の一つに選ばれており、将来的に45,120人まで収容人数を拡張する予定である。第24回ガルフカップの準決勝1試合が行われ、2022 FIFAワールドカップでは、グループリーグ及び決勝トーナメント1回戦の会場となる予定となっている。
ザハ・ハディッド率いる建築家チームによって手がけられたスタジアムは曲線的なポストモダン建築とネオ・フューチャリズムの要素を併せ持つデザインが特徴で、屋根の外観はカタールの伝統的な漁船「ダウ船」をイメージしたデザインとなっている。

## 2022 FIFAワールドカップ
| 開催日   | 時間 (UTC+3) | チーム#1       | 結果                  | チーム#2       | ラウンド   | 観衆   |
| -------- | ------------ | -------------- | --------------------- | -------------- | ---------- | ------ |
| 11月22日 | 22:00        | フランス       | 4 – 1                 | オーストラリア | グループD  | 40,875 |
| 11月24日 | 13:00        | スイス         | 1 – 0                 | カメルーン     | グループG  | 39,089 |
| 11月26日 | 13:00        | チュニジア     | 0 – 1                 | オーストラリア | グループD  | 41,823 |
| 11月28日 | 13:00        | カメルーン     | 3 – 3                 | セルビア       | グループG  | 39,789 |
| 11月30日 | 18:00        | オーストラリア | 1 – 0                 | デンマーク     | グループD  | 41,232 |
| 12月2日  | 18:00        | ガーナ         | 0 – 2                 | ウルグアイ     | グループH  | 43,443 |
| 12月5日  | 18:00        | 日本           | 1 – 1 (延長) (1–3 PK) | クロアチア     | ラウンド16 | 42,523 |

## 交通アクセス
ドーハにほど近い距離にある。ハマド国際空港よりタクシーで約5分。